# Niederbronn-les-Bains
Niederbronn-les-Bains település Franciaországban, Bas-Rhin megyében. Lakosainak száma 4372 fő (2022. január 1.). Niederbronn-les-Bains Philippsbourg, Dambach, Oberbronn, Reichshoffen és Windstein községekkel határos.

## Népesség
A település népességének változása:
| Lakosok száma | 4336 | 4355 | 4476 | 4404 | 4393 | 4381 | 4369 | 4360 | 4372 |
|               | 2013 | 2015 | 2016 | 2017 | 2018 | 2019 | 2020 | 2021 | 2022 |